# Calyptrophora agassizii
Calyptrophora agassizii är en korallart som beskrevs av Studer 1894. Calyptrophora agassizii ingår i släktet Calyptrophora och familjen Primnoidae. Inga underarter finns listade i Catalogue of Life.